# Ana Maria Bican
Ana Maria Bican (née le 3 mars 1980 à Zărnești) est une gymnaste artistique roumaine.

## Carrière
Ana Maria Bican obtient trois médailles d'or (au saut de cheval, aux barres asymétriques et à la poutre au Festival olympique de la jeunesse européenne de 1993.
Aux Goodwill Games de 1994, Ana Maria Bican est médaillée d'argent du concours par équipes. Elle remporte la médaille d'or du concours par équipes aux Championnats d'Europe de gymnastique artistique féminine 1996. Elle fait partie de la délégation roumaine des Jeux olympiques d'été de 1996 mais se blesse gravement au genou à Atlanta avant son entrée en compétition, ce qui mènera à l'arrêt de sa carrière sportive.